# Douglas Bader

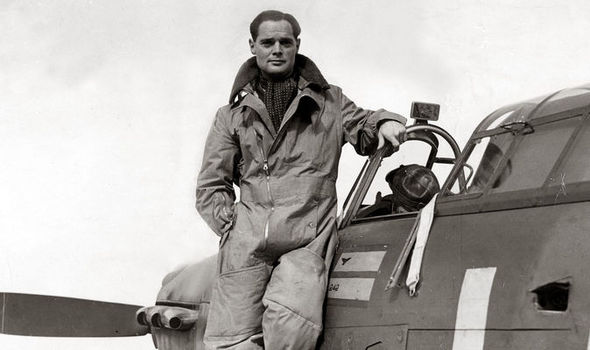
Douglas Bader, 1940

Douglas Bader, född 21 februari 1910 i London, död 5 september 1982 i samma stad, var en brittisk stridspilot, flygaräss och välgörenhetsorganisatör.

## Biografi
Douglas Bader studerade vid St. Edward's School i Oxford där han var kapten för lagen i kricket, rugby och fotboll. I friidrott utmärkte han sig i löpning och häck.
1928 gick han in i Royal Air Force. Han havererade med sitt flygplan den 14 december 1931 vid flygfältet Woodley Aerodrome i Woodley nära Reading. Läkarna tvingades amputera båda hans ben - det högra strax ovanför knäet, det vänstra strax under.
På något sätt lyckades han övertala Flygministeriet att låta honom flyga stridsplan när andra världskriget bröt ut. Han blev en legend för sina hjältedåd mot Luftwaffe; han hade 22 bekräftade luftsegrar och 5 troliga. Douglas Bader belönades med flera utmärkelser, bl.a. två DSO (Distinguished Service Order), två DFC (Distinguished Flying Cross) samt Hederslegionen.
Bader sköts ned över Frankrike i augusti 1941 och tillfångatogs. Han var först krigsfånge i fånglägret Stalag Luft III i Sagan, och därefter blev han placerad i det beryktade Colditzfängelset i Colditz slott.
Efter kriget arbetade han för Shell Petroleum Company som ett slags jorden-runt-ambassadör.
Douglas Bader adlades 1976 för sina insatser för handikappade.